# Yves Goussebaire-Dupin
Yves Goussebaire-Dupin, né le 19 juillet 1930 à Bordeaux et mort le 15 juillet 2021 à Dax,, est un homme politique français.

## Biographie
Yves Goussebaire-Dupin est membre de l'Union pour la démocratie française ; il est maire de Dax de 1977 à 1995 et sénateur de 1983 à 1992.

## Détail des fonctions et des mandats

### Mandats locaux
- 1977 - 1983 : maire de Dax ;
- 1983 - 1989 : maire de Dax ;
- 1989 - 1995 : maire de Dax ;
- 1973 - 1988 : conseiller général du canton de Dax-Sud ;
- 1993 - 1994 : conseiller général du canton de Dax-Sud .

### Mandat parlementaire
- 25 septembre 1983 - 1er octobre 1992 : sénateur des Landes.